# Metropolitano de Busan
O Metrô de Busan ("Busan Subway") é um metropolitano que serve para a cidade de Busan, na Coreia do Sul. Conta com três linhas, as quais formam um total de 86 estações e contém cerca de 88,4 quilómetros. É administrado por apenas uma empresa, a Corporação de Transportes de Busan. Esta sendo construída uma nova linha de Metrô Leve "Busan-Gimhae Light Rail Transit" que ligará as cidades de Busan e Gimhae.

## Historia
O Metrô de Busan començou a ser planejado no ano de 1979, e sua construção começou em 1981. Em julho de 1985 començou a prestar serviços, com o trilho entre as estações Nopo-Dong e Beomnaegol da linha 1. Logo concretou-se a extensão desde até a estação Beomnaegol a Jungang-dong a qual entrou em funcionamento em maio de 1987, e uma nova extensão até a estação Seodaeshin-dong em 1990, e finalmente outra, para a estação Shinpyeong, em 1994.
Em 1991 iniciaram-se os trabalhos para concretizar a linha 2, a qual começou seus serviços em junho de 1990, entre as estaçoes Hopo e Seomyeon. Posteriormente foi estendida desde esta última para a estação Geumnyeonsan; e outra extensão para a estação Gwangan no norte, e até Jangsan entre os anos 2001 e 2002.
A construção da linha 3 iniciou-se em 1997, e suas dezesete estações finalmente entraram em serviço em novembro de 2005.

## Linhas

### Linha 1
A linha 1 corre do norte para o sul, contando com 32,5 quilómetros em suas 34 estações.

### Línha 2
Esta linha está traçada de leste para o oeste, possuindo 39,1 quilómetros em suas 39 estações.

### Linha 3
Esta linha conta atualmente com 16,8 quilômetros e cerca de ** estações.
- Em construção:
- Daejeo 대저
- Minam 미남 Estação de transferencia para línha 3.
- Dongnae 동래 Estação de transferencia para línha 1.
- Suan 수안
- Nagmin 낙민
- Annag 안락
- Myeongjang 명장
- Seodong 서동
- Geumsa 금사
- Mercado agrícola de Busan 농산물시장
- Seogdae 석대
- Habansong 하반송
- Sangbansong 상반송
- Gochon 고촌
- Anpyeong 안평